# Tombe aux mains
La tombe aux mains (en néerlandais : graf met de handjes) est une sépulture du vieux cimetière de Ruremonde (Roermond), aux Pays-Bas. Elle abrite deux époux, Jacob van Gorcum et Josephina van Aefferden, morts au XIXe siècle, dont les confessions respectives, protestante et catholique, interdisaient l'enterrement dans les mêmes parties du cimetière. Les deux sépultures sont donc placées contre le mur de séparation et reliées par-dessus le mur par des mains sculptées.

## Description

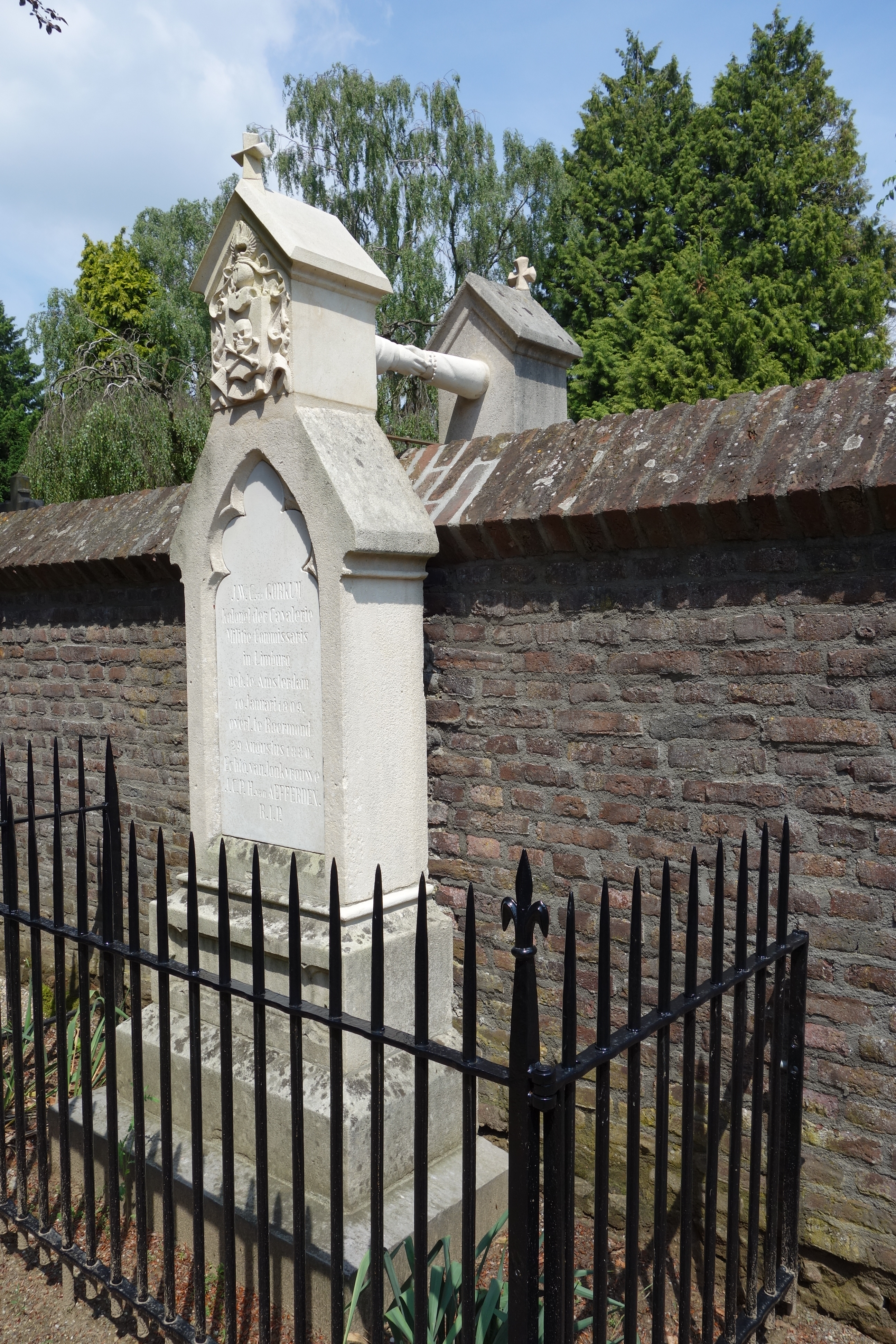
Vue de la sépulture du côté protestant

Le monument se situe dans le vieux cimetière (oude kerkhof) de Ruremonde, dans le Limbourg. Il s'agit d'une sépulture double, l'une des tombes se situant dans la partie catholique du cimetière, l'autre dans la partie protestante. Les deux tombes sont placées de part et d'autre du mur séparant ces deux parties et leur pierre tombale est suffisamment élevée pour que leur extrémité dépasse le sommet du mur. Une main sculptée sort de la tête de chacune des pierres tombales ; ces deux mains se rencontrent au niveau du milieu du mur.

## Historique
Les tombes abritent les sépultures de Jacob Werner Constantin van Gorcum (1809-1880) et Josephina Caroline Petronella Hubertine van Aefferden (1820-1888). 
Josephina est née le 28 juin 1820 à Ruremonde, la neuvième des dix enfants d’une famille d’aristocrates catholiques. Ses parents sont Jean-Baptiste van Aefferden (1767-1840), membre du Conseil provincial du Limbourg, et Marie Agnès Petit (1779-1861).
Son père, Jean-Baptiste van Aefferden appartient à la Chevalerie du Limbourg depuis 1816 et a obtenu ainsi le titre d’écuyer. Il est l’ancêtre de la branche néerlandaise (éteinte en 2006) et de la branche belge de cette famille aristocrate.
Né le 10 janvier 1809 à Amsterdam dans une famille protestante, Jacob Werner Constantin est le fils de Jan Egtbartus (Egbertus) van Gorkum (1780-1862) et de Lydia Maria Jacoba de Bère (1787-1849).
Le père Jan est un cartographe militaire talentueux. Il s'est illustré lors de la bataille de Waterloo.
Josephina et Jacob Werner Constantin van Gorkum, alors colonel de cavalerie sont amoureux mais leur relation est mal vue. Jacob est plus âgé que Josephina de onze ans, elle est noble et lui non, il est soldat néerlandais et elle est d'une famille qui a participé à l'indépendance de la Belgique, il est protestant et elle est catholique.
À l’époque, les Pays-Bas sont sous un régime de pilarisation.  La société était divisée en « piliers » correspondant à des religions. protestants, catholiques et juifs en constituent les trois piliers, chacun s’organisant selon ses usages — en matière de mariage par exemple.
Tout cela ne décourage pas le couple qui se marie le 3 novembre 1842. Avec un fils et deux filles, la famille s’accommode des règles strictes du système ségrégationniste.
Mais une règle semble incontournable : les deux époux ne peuvent pas être enterrés ensemble, chacun doit rester dans la parcelle du cimetière de Ruremonde correspondant à sa religion.
En effet, en 1858, lorsque l'architecte Pierre Cuypers réaménage le vieux cimetière Nabij de Kapel in 't Zand (nl), il met en place une partie catholique et une partie protestante, séparées par un mur.
Lorsque Jacob décède le 29 août 1880 à Ruremonde, son tombeau est construit contre le mur de pierre de la section catholique.
Huit ans plus tard, le 29 novembre 1888, Josephina meurt. Elle n’est pas enterrée dans la tombe de sa famille au centre du cimetière. Sa tombe est située contre le mur, derrière lequel se trouve la tombe de son mari. Les deux tombes sont reliées par des mains, une main masculine et une main féminine qui s'imbriquent, comme un symbole d'amour par-delà la mort et la religion.
La tombe est inscrite monument national le 27 mai 2002.